# Itoplectis
Itoplectis ist eine Schlupfwespengattung in der Unterfamilie Pimplinae. Innerhalb dieser wird die Gattung der Tribus Pimplini zugerechnet. Das Taxon wurde 1868 von dem Entomologen Arnold Foerster eingeführt. Typusart ist Ichneumon maculator Villers, 1789. In Deutschland ist die Gattung mit mindestens
7 Arten vertreten, darunter I. alternans, I. clavicornis, I. curticauda, I. enslini, I. insignis, I. maculator und I. viduata.

## Merkmale
Im Folgenden eine Beschreibung der Merkmale basierend auf Foerster (1868):
Der Clypeus ist abgesetzt und an der Spitze eingedrückt. Das letzte Fühlerglied ist nicht länger als die zwei vorangehenden zusammen. Das Mesonotum ist nicht querrunzlig. Der scharfe Seitenrand des Mesonotum geht bis zum Schildchen hin. Das Metanotum ist an der Basis nicht gefeldert. Die Luftlöcher des Metathorax sind rund. Der Hinterleib ist punktiert. Die Hinterleibssegmente besitzen querliegende Eindrücke. Das zweite Hinterleibssegment ist nicht länger als an der Spitze breit. Das letzte Fußglied der Hintertarsen ist doppelt oder mehr als doppelt so lang wie das vorletzte. Die Fußklauen sind nicht gekämmt und ohne Zahn. Die Vorderflügel weisen ein Areolet (kleine geschlossene Zelle) auf. Die Humeral-Querader im Hinterflügel ist weit über der Mitte in einem fast rechten Winkel gebrochen.

## Lebensweise
Die Schlupfwespen der Gattung Itoplectis sind als solitäre Endoparasitoide in Vorpuppen und Puppen verschiedener Schmetterlinge bekannt. Es werden von einigen Arten auch Blattkäfer parasitiert. Weiterhin werden auch Kokons anderer Schlupfwespen parasitiert. Diese fakultative hyperparasitische Lebensweise ist bei I. clavicornis vielleicht obligatorisch. Die Überwinterung findet gewöhnlich im Wirtskokon statt. Die fertige Imago verlässt schließlich das Wirtskokon. Kleine Wirte werden in der Regel mit einem unbefruchteten Ei belegt. Entsprechend sind die Männchen durchschnittlich kleiner als die Weibchen.

## Systematik und Verbreitung
Die Gattung Itoplectis umfasst etwa 55 beschriebene Arten. Die Gattung ist kosmopolitisch verbreitet.
Im Folgenden eine Liste von Arten:
- Itoplectis albipes Seyrig, 1932 – Madagaskar, Réunion, Südafrika
- Itoplectis alternans (Gravenhorst, 1829) – Paläarktis, Orientalis
- Itoplectis alturae Gauld, Ugalde & Hanson, 1998 – Costa Rica
- Itoplectis aterrima Jussila, 1965 – Westpaläarktis
- Itoplectis australis Momoi, 1966 – Neuguinea
- Itoplectis behrensii (Cresson, 1879) – Nearktis
- Itoplectis brasiliensis (Dalla Torre, 1901) – Brasilien
- Itoplectis clavicornis (Thomson, 1889) – Westpaläarktis
- Itoplectis conquisitor (Say, 1835) – Nearktis, Mexiko
- Itoplectis cristatae Iwata, 1961 – Japan
- Itoplectis curticauda (Kriechbaumer, 1887) – Westpaläarktis, Nearktis
- Itoplectis enslini (Ulbricht, 1911) – Westpaläarktis
- Itoplectis evetriae Viereck, 1913 – Nearktis
- Itoplectis fustiger Townes, 1960 – Nearktis
- Itoplectis gonzalezi Kasparyan, 2007 – Mexiko
- Itoplectis himalayensis Gupta, 1968 – Jammu & Kashmir
- Itoplectis homonae Sonan, 1930 – Taiwan
- Itoplectis insignis Perkins, 1957 – Westpaläarktis
- Itoplectis insularis Hellen, 1949 – Kanaren
- Itoplectis lavaudeni Seyrig, 1932 – Madagaskar
- Itoplectis leucobasis Momoi, 1971 – Philippinen
- Itoplectis lissa Porter, 1970 – Neotropis
- Itoplectis lissus Momoi, 1973 – Neuguinea
- Itoplectis maculator (Fabricius, 1775) – Westpaläarktis
- Itoplectis marianneae Gauld, 1991 – Costa Rica
- Itoplectis melanocephala (Gravenhorst, 1829) – Westpaläarktis
- Itoplectis melanopus Momoi, 1973 – Neuguinea
- Itoplectis melanospila (Cameron, 1906) – Afrotropis
- Itoplectis melanthes Momoi, 1973 – Neuguinea
- Itoplectis mexicana Kasparyan & Nino, 2004 – Mexiko
- Itoplectis multicolor Kasparyan, 2007 – Mexiko
- Itoplectis naranyae (Ashmead, 1906) – Japan
- Itoplectis nigrithorax Kasparyan, 2007 – Mexiko
- Itoplectis niobe (Schrottky, 1902) – Neotropis
- Itoplectis ocris Momoi, 1973 – Neuguinea
- Itoplectis oreius Momoi, 1973 – Neuguinea
- Itoplectis philippinensis Momoi, 1971 – Philippinen
- Itoplectis phoenogaster Porter, 1970 – Neotropis (Chile)
- Itoplectis provocator (Seyrig, 1935) – Afrotropis
- Itoplectis quadricingulata (Provancher, 1880) – Westpaläarktis, Nearktis
- Itoplectis roberti Gauld, 1991 – Costa Rica
- Itoplectis santoshae Gupta, 1968 – Indien
- †Itoplectis saxosa Cockerell, 1921 – Oligozän, Isle of Wight
- Itoplectis specularis Kasparyan, 2007 – Mexiko
- Itoplectis spilopus Momoi, 1973 – Neuguinea
- Itoplectis suada (Tosquinet, 1896) – Afrotropis
- Itoplectis tabatai (Uchida, 1930) – Ostpaläarktis
- Itoplectis tibetensis Perkins, 1957 – Jammu & Kashmir
- Itoplectis triannulata Uchida, 1928 – Japan
- Itoplectis tunetana (Schmiedeknecht, 1914) – Westpaläarktis
- Itoplectis vesca Townes, 1960 – Nearktis
- Itoplectis viduata (Gravenhorst, 1829) – Westpaläartkis, Nearktis
- Itoplectis virga Momoi, 1973 – Neuguinea
- Itoplectis winnieae Gauld, Ugalde & Hanson, 1998 – Costa Rica

## Bilder

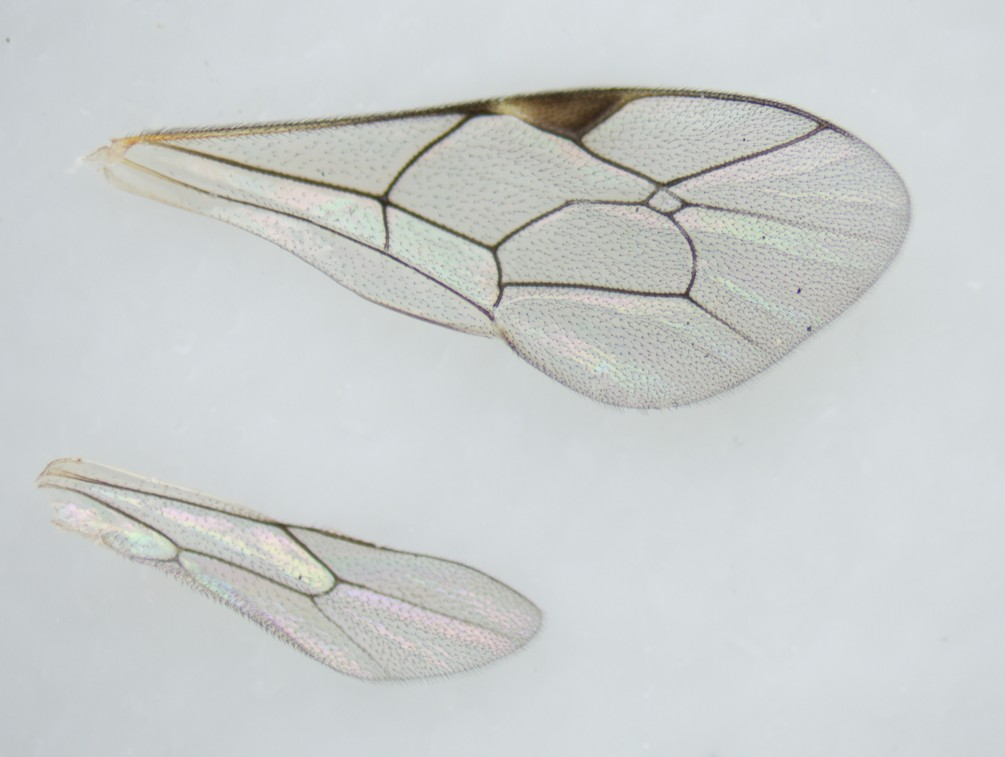
Flügel von Itoplectis alternans
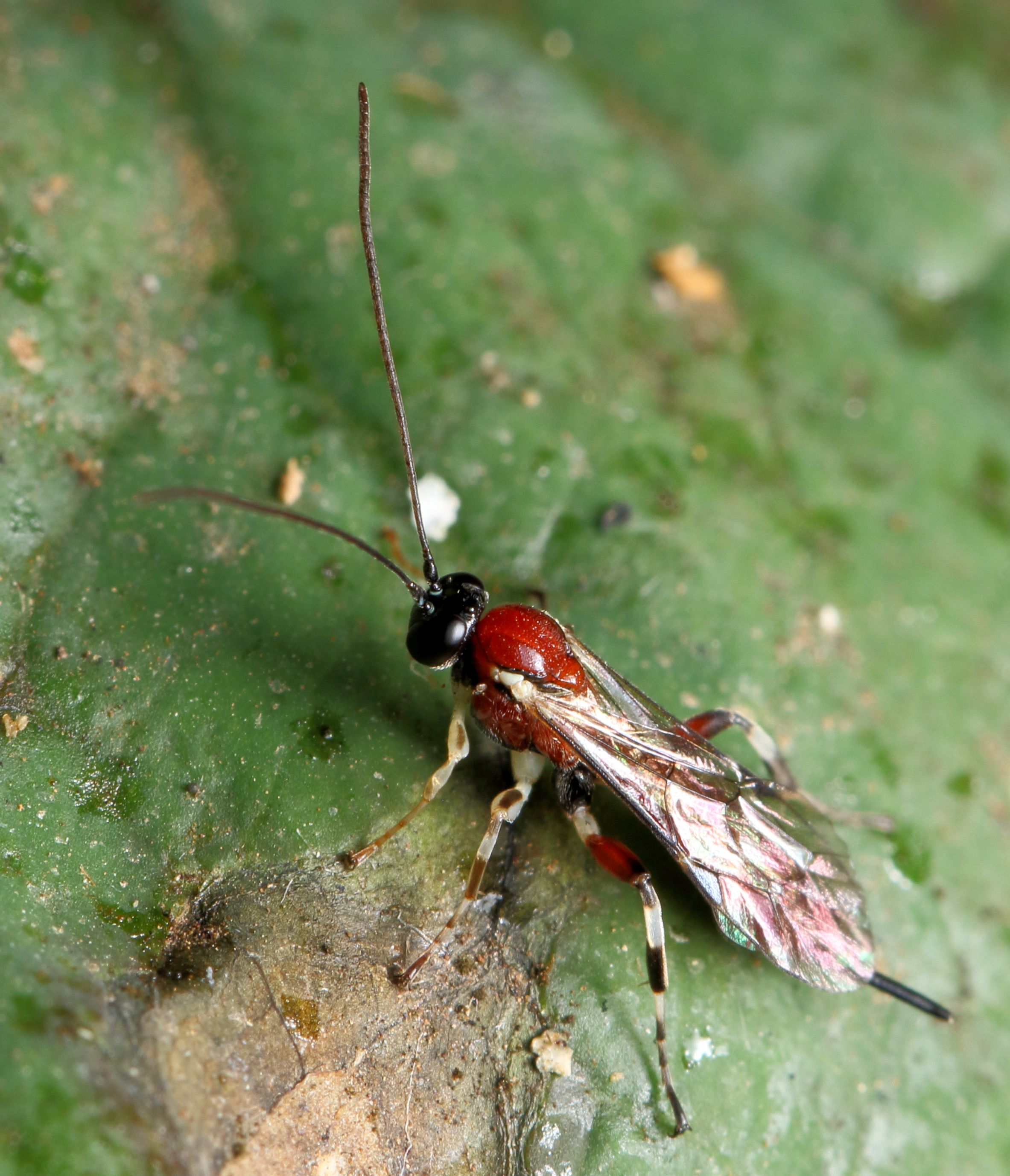
Itoplectis albipes ♀
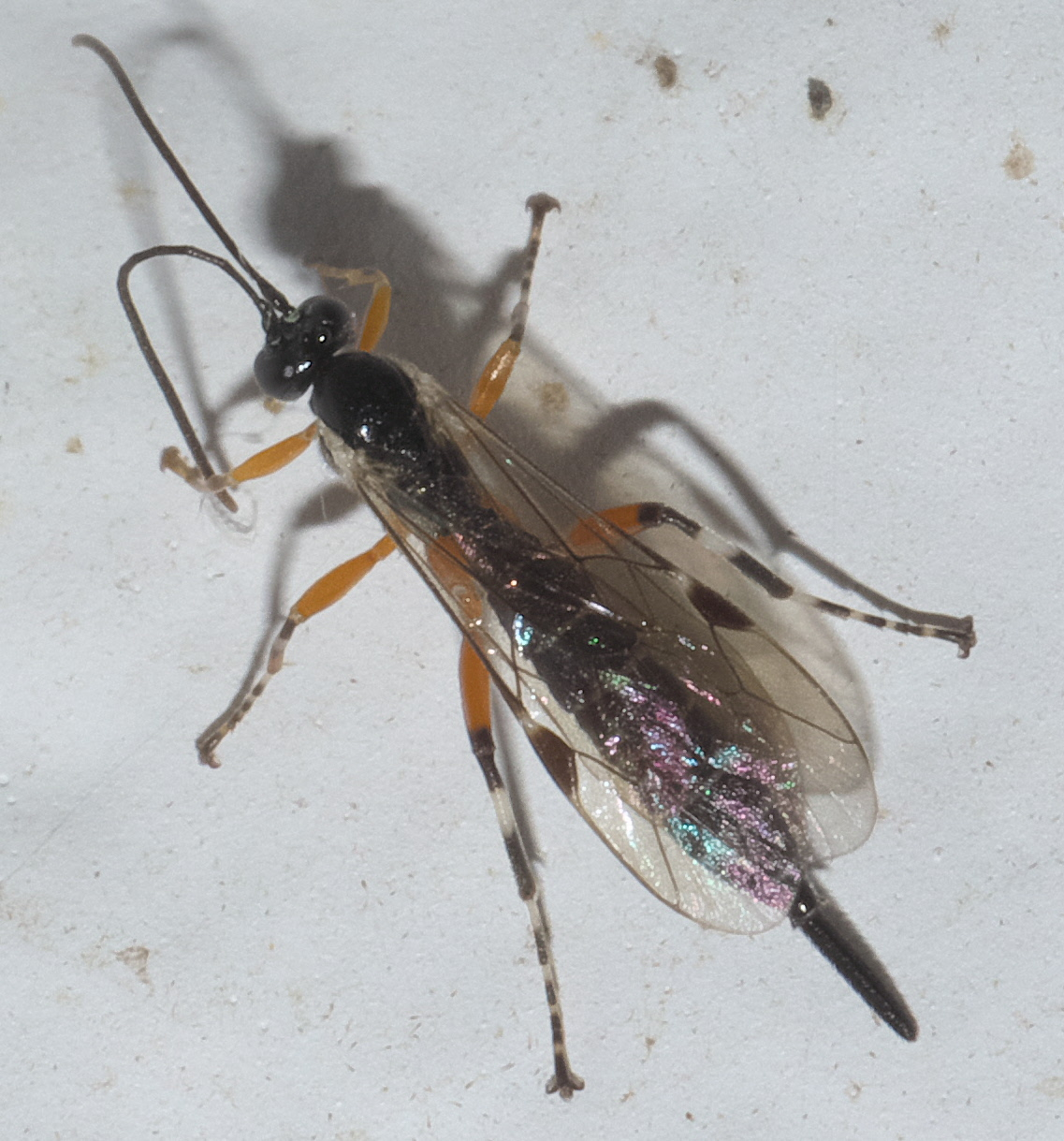
Itoplectis conquisitor ♀